# Golf de Benín
El golf de Benín és una gran badia de l'oceà Atlàntic localitzada en la costa d'Àfrica occidental, la part oest del golf de Guinea. Banya les costes, d'oest a est, de Ghana, Benín, Togo i Nigèria.
S'estén al llarg de la costa aproximadament 640 km des del cap St. Paul, a Ghana, fins a la desembocadura del riu Níger a Nigèria.
Els seus principals ports són Tema (a Ghana, connectat amb la ciutat d'Accra), Lomé (a Togo), Cotonou (a Benín), i Lagos (a Nigèria). Va ser un dels escenaris en la tracta d'esclaus entre els segles XVI i xix, coneixent-se la regió adjacent al Delta del Níger com a Costa dels Esclaus.
Durant els anys 1830 el comerç d'oli de palma ja s'havia convertit en la principal activitat econòmica, i en els anys 1950 es va descobrir petroli, diversificant-se les ocupacions regionals.

## Rius que desaigüen al golf
En l'ancorada de Benín desaigüen nombrosos rius del vessant occidental africà, sent els més importants, d'oest a est, els següents:
- riu Volta, a Ghana, amb 1.500 km i 407.093 km²;
- ric Mono, a Togo-Benín, amb 467 km i 25.000 km²;
- riu Ouémené, a Benín;
- riu Ogun, a Nigèria;
- riu Níger, a Nigèria, amb 4.184 amb km de longitud i una conca de 2.261.763 km²;